# Movimiento de Arte Porno
El Movimiento de Arte Porno (Movimento de Arte Pornô) fue un movimiento de vanguardia brasileño transgresor que comenzó en el 1980 y terminó en 1982. El movimiento sucedió bajo una dictadura militar y fue un pionero en el uso de la pornografía como forma de resistencia política y como un medio artístico innovador El movimiento fue formalmente experimental, políticamente progresivo y socialmente no normativo. Usó la palabra “pornografía” deliberadamente pero no produjo pornografía convencional. Más bien, subvirtió la lógica de la pornografía convencional para crear alternativas sociales, políticas y estéticas que empleaban humor, escatología, sorpresa, poesía, performance, política corporal y pansexualidad. Las actividades organizadas y coordinadas del movimiento terminaron en 1982, pero performances aisladas fueron realizadas y publicaciones estrenaron hasta el 1984. El libro Antolorgia, publicado en 1984, fue la última publicación del movimiento.

## Historia
El Movimiento de Arte Porno (Porn Art Movement), también conocido como Poesia Porno (Pornpoetry) o Pornismo (Pornism), fue concebido por Eduardo Kac en enero de 1980 en Río de Janeiro. Kac invitó a Cairo Trindade. a desarrollar el movimiento juntos y lo lanzaron públicamente en febrero de 1980 a través de su intervención en la playa de Ipanema llamada Pelo Topless Literário. Esto fue una invasión del Puesto 9 (Posto Nove) de Salvavidas de la playa con performances, lecturas de poesía, manifestaciones con pancartas con consignas y la distribución de publicaciones. El Puesto 9 de Salvavidas fue una selección estratégica: fue considerado en ese momento el epicentro cultural de la playa (y como consecuencia, un punto focal mayor de la ciudad).
Meses después de la intervención Pelo Topless Literário, Kac y Trindade invitaron a Teresa Jardim a unirse, formando la rama performativa oficial del movimiento, al que llamaron Gang. Braulio Tavares, Anna Miranda, Cynthia Dorneles, Denise Trindade, y Sandra Terra también hicieron performance con la Gang.
Kac y Trindade escribieron el Manifesto Porno (Porn Manifesto) en mayo de 1980 y lo publicaron por primera vez en el zine del movimiento, Gang, n. 1, septiembre 1980. El movimiento publicó un total de tres ediciones del zine Gang, encima de chapbooks, pegatinas, camisetas, grabados, cómics, libros de artista y antologías.
Entre 1980 y 1982, todos los viernes por la noche, la Gang actuó en la plaza principal de Rio conocida como Cinelándia, una zona vibrante y concurrida sitiada entre el Teatro Municipal, la Biblioteca Nacional, la Cámara Municipal de Río de Janeiro y el Museo Nacional de Bellas Artes. Frente a un público que mezclaba intelectuales y audiencias populares, la Gang leyó en voz alta el Manifesto Porno el 9 de septiembre de 1980. La selección de Cinelándia también fue una maniobra estratégica, ya que está en el centro de Río de Janeiro.
El 13 de febrero de 1982, la Gang presentó su última gran intervención pública que fue ubicada frente el Puesto 9 de Salvavidas de la playa de Ipanema. Este evento, cual Kac considera el final formal del movimiento, movilizo a 9 performers, exploró todo el repertorio desarrollado durante los dos años anteriores, incluyó una amplia colección de accesorios y publicaciones, culminó con una demostración de desnudos en la playa (cual estaba y todavía está prohibido por la ley), movilizó la participación pública y culminó con un zambullido colectivo en el océano, un acto simbólico que significaba la autorrenovación, el comienzo de un mejor camino hacia adelante más allá del conservadurismo político y estético predominante.
El Movimiento de Arte Porno anticipó el uso internacional de la pornografía como una forma de arte crítica e imaginativa, como después se vio en el trabajo de Jeff Koons, Annie Sprinkle, Sue Williams, Santiago Sierra, Shu Lea Cheang, Wim Delvoye y los artistas presentados en la compilación de DVD del 2006 titulada Destricted.
El movimiento empezó a ser redescubierto en 2010, cuando la Galería Laura Marsiaj en Río de Janeiro, exhibió la serie de Eduardo Kac titulada Pornogramas (Pornograms), desarrollada por el artista entre el 1980 y 1982. La primera exhibición en museo del Movimiento de Arte Porno fue en el Museo Reina Sofía, en Madrid, en el contexto de una exposición grupal Perdiendo la Forma Humana, realizada en octubre de 2012. El museo publicó un catálogo que presenta el movimiento. En el 2014, el Museu de Arte do Rio (MAR) presentó el Movimiento de Arte Porno en el contexto de la exhibición A transatlantic affair (Un asunto transatlántico). Obras de arte y documentos del Movimiento de Arte Porno fueron exhibidas por el Museo de Arte Moderno de Nueva York, como parte de la presentación reinventada de su colección permanente (2019-2022). Otras instituciones con colecciones importantes de publicaciones y documentos del Movimiento de Arte Porno incluyen el Museo Metropolitano de Nueva York y el Museo Reina Sofía de Madrid.

## Participantes principales
- Eduardo Kac
- Cairo Trindade
- Teresa Jardim
- Glauco Mattoso
- Braulio Tavares
- Cynthia Dorneles
- Hudinilson Júnior
- Eila Míccolis
- Ota
- Siegbert Franklin
- Alberto Harrigan
- Hélio Lete (Hélio Leites)
- Belisario Franca

## Formas de arte
El Movimiento de Arte Porno produjo trabajos en una variedad de medios, incluyendo performance, poesía, grafiti, dibujo, fotografía, caricatura y artes gráficas. Glauco Mattoso creó una forma innovadora cual llamó Jornal Dobrabil, una hoja auto impresa de doble cara diseñada enteramente en una máquina de escribir que era visualmente provocativa y mezclaba material pornográfico que era indiscriminadamente clásico, experimental y popular. Hudinilson Jr. creó un vocabulario visual basado en sus impresiones sistemáticas de su propio cuerpo a través de medios reprográficos, especialmente la fotocopiadora. Leila Míccolis, Teresa Jardim y Cynthia Dorneles desarrollaron sus voces poéticas respectivas a través de una forma de feminismo que combinaba pornografía desvergonzada y posiciones políticas liberales. Ota produjo invitaciones, afiches, caricaturas y cómics a través de los cuales avanzó la agenda poético-política del movimiento mientras invitaba a reír a los participantes del movimiento y al público. La poesía de Braulio Tavares y los dibujos de Siegbert Franklin también fueron contribuciones significantes al movimiento. Forjando públicamente una nueva subjetividad, Eduardo Kac usó una minifalda rosa en du vida diaria. Kac también desarrollo la serie innovadora titulada Pornogramas, híbrido de arte corporal, diseño, resistencia política, performance, publicación, activismo, fotografía y poesía. En esta serie, Kac utiliza la fotografía para explorar las posibilidades de escribir con el cuerpo y escribir el cuerpo mismo. Kac incluyó dos Pornogramas en su libro de artista Escracho, que publicó en 1983.